# 月斑长臀鲃
月斑长臀鲃（学名：Mystacoleucus chilopterus）为鲤科长臀鲃属的鱼类。分布于爪哇以及澜沧江下游及其支流水系等。

## 扩展阅读
維基物種上的相關：月斑长臀鲃